# Jessica Napier
Jessica Napier (Wellington, Új-Zéland, 1979. április 4.) ausztrál színésznő. Magyarországon a McLeod lányai című sorozatból ismert, ő játszotta Becky Howard szerepét. Bátyja egy új-zélandi sorozat sztárja.

## Életpályája
Új-Zélandon született. Szülei 9 éves korában költöztek  Sydneybe, hogy apjának,   Marshall Napier színésznek nagyobb esélye legyen a karrierre. Jessica 12 évesen kezdte színészi pályáját, amikor egy sorozatban játszott apjával. Ezután több kisebb-nagyobb szerepe volt ausztrál sorozatokban.
2001-2003-ban a McLeod lányai című sorozat forgatásán vett részt. Ebben a sorozatban apja is szerepelt (Harry Ryan szerepében).
2002-ben Who Wants to Be a Millionaire/Legyen Ön is Milliomos című műsorban 64 000 dollárt nyert apjával együtt. Az összeget egy állatvédő egyesületnek adományozták.

## Munkái
| év          | film                                 | szerepe                 |
| ----------- | ------------------------------------ | ----------------------- |
| 1991.,1996. | Police Rescue                        | Tracey                  |
| 1995.       | Echo Point                           | Edwina Amadio           |
| 1996.       | Twisted Tales                        | Michelle                |
| 1996.       | Love Serenade                        | Debbie                  |
| 1997.       | Blackrock                            | Rachel                  |
| 1997.       | Water Rats                           | Vanessa                 |
| 1997.       | Murder Call                          | Brodie Cochrane         |
| 1997.       | Wildside                             | Gerry Davis             |
| 1998.       | Stingers                             | Kaye Kelso              |
| 2000.       | Cut                                  | Raffy Carruthers        |
| 2000.       | City Loop                            | Sophie                  |
| 2000.       | Twitch                               | Jane                    |
| 2000.       | Angst                                | Jade                    |
| 2000.       | Az elveszett világ                   | Gladice                 |
| 2001.       | Head Start                           | Amy                     |
| 2001.       | Child Star: The Shirley Temple Story | Klammie                 |
| 2001.       | Lawless Heart                        | Georgia                 |
| 2001-2003.  | McLeod lányai                        | Becky Howard            |
| 2002.       | Sweet Dreams                         |                         |
| 2002.       | New Skin                             | Lyra                    |
| 2002.       | Stuffed Bunny                        | német barátnő           |
| 2004.       | Post                                 | Jessica                 |
| 2005.       | The Illustrated Family Doctor        | Christine               |
| 2005.       | Safety in Numbers                    | Jen                     |
| 2005-2006.  | The Alice                            | Jess Daily (22 részben) |
| 2007.       | Ghost Rider                          | pincérnő                |
| 2007.       | All Saints                           | Pam Elton               |
| 2007.       | Chandon Pictures                     | Annabelle               |
| 2009.       | Sea Patrol                           | Simone Robsenn          |